# Platyptilia barbarae
 Platyptilia barbarae là một loài bướm đêm thuộc họ Pterophoridae. Nó được tìm thấy ở Nam Phi.